# Campionati italiani di sci alpino 2010
I Campionati italiani di sci alpino 2010 si sono svolti a Falcade/Passo San Pellegrino dal 23 al 28 marzo. Il programma ha incluso gare di discesa libera, supergigante, slalom gigante, slalom speciale e combinata, tutte sia maschili sia femminili.
Trattandosi di competizioni valide anche ai fini del punteggio FIS, vi hanno partecipato anche sciatori di altre federazioni, senza che questo consentisse loro di concorrere al titolo nazionale italiano.

## Risultati

### Uomini

#### Discesa libera
| Pos. | Atleta             | Nazione | Tempo   |
| ---- | ------------------ | ------- | ------- |
| 1    | Patrick Staudacher | Italia  | 1:10,45 |
| 2    | Hagen Patscheider  | Italia  | 1:10,64 |
| 3    | Siegmar Klotz      | Italia  | 1:11,01 |
| 4    | Mirko Deflorian    | Italia  | 1:11,03 |
| 5    | Michele Cortella   | Italia  | 1:11,13 |
| 6    | Marco Tomasi       | Italia  | 1:11,25 |
| 6    | Silvano Varettoni  | Italia  | 1:11,25 |
| 8    | Dominik Paris      | Italia  | 1:11,32 |
| 9    | Michael Eisath     | Italia  | 1:11,33 |
| 10   | Massimo Penasa     | Italia  | 1:11,35 |

Data: 24 marzo

#### Supergigante
| Pos. | Atleta             | Nazione | Tempo   |
| ---- | ------------------ | ------- | ------- |
| 1    | Patrick Staudacher | Italia  | 1:18,67 |
| 2    | Michele Cortella   | Italia  | 1:19,46 |
| 3    | Aronne Pieruz      | Italia  | 1:19,56 |
| 4    | Hagen Patscheider  | Italia  | 1:19,65 |
| 5    | Michael Gufler     | Italia  | 1:19,80 |
| 6    | Paolo Pangrazzi    | Italia  | 1:19,91 |
| 7    | Mattia Casse       | Italia  | 1:19,97 |
| 8    | Silvano Varettoni  | Italia  | 1:20,02 |
| 9    | Mirko Deflorian    | Italia  | 1:20,23 |
| 10   | Riccardo Tonetti   | Italia  | 1:20,35 |

Data: 25 marzo

#### Slalom gigante
| Pos. | Atleta                | Nazione   | Tempo   |
| ---- | --------------------- | --------- | ------- |
| 1    | Manfred Mölgg         | Italia    | 2:15,18 |
| 2    | Alexander Ploner      | Italia    | 2:15,35 |
| 3    | Massimiliano Blardone | Italia    | 2:15,38 |
| 4    | Adam Peraudo          | Italia    | 2:15,47 |
| 5    | Jonas Senoner         | Italia    | 2:15,57 |
| 6    | Kryštof Krýzl         | Rep. Ceca | 2:15,83 |
| 7    | Omar Longhi           | Italia    | 2:16,07 |
| 8    | Wolfgang Hell         | Italia    | 2:16,12 |
| 9    | Mirko Deflorian       | Italia    | 2:16,28 |
| 10   | Matthias Thaler       | Italia    | 2:16,31 |

Data: 28 marzo

#### Slalom speciale
| Pos. | Atleta                         | Nazione   | Tempo   |
| ---- | ------------------------------ | --------- | ------- |
| 1    | Manfred Mölgg                  | Italia    | 1:39,05 |
| 2    | Patrick Thaler                 | Italia    | 1:39,26 |
| 3    | Cristian Deville               | Italia    | 1:39,39 |
| 4    | Ondřej Bank                    | Rep. Ceca | 1:39,50 |
| 5    | Stefano Gross                  | Italia    | 1:39,68 |
| 6    | Filip Trejbal                  | Rep. Ceca | 1:39,69 |
| 7    | Kryštof Krýzl                  | Rep. Ceca | 1:39,82 |
| 8    | Giovanni Borsotti              | Italia    | 1:39,96 |
| 8    | Riccardo Tonetti               | Italia    | 1:39,96 |
| 10   | Cristian Javier Simari Birkner | Argentina | 1:40,47 |

Data: 27 marzo

#### Combinata
| Pos. | Atleta            | Nazione | Punti  |
| ---- | ----------------- | ------- | ------ |
| 1    | Aronne Pieruz     | Italia  | 49,28  |
| 2    | Mirko Deflorian   | Italia  | 53,28  |
| 3    | Giovanni Borsotti | Italia  | 60,08  |
| 4    | Jonnas Senoner    | Italia  | 75,17  |
| 5    | Federico Vanz     | Italia  | 105,22 |

Data: 28 marzo

### Donne

#### Discesa libera
| Pos. | Atleta              | Nazione | Tempo   |
| ---- | ------------------- | ------- | ------- |
| 1    | Elena Fanchini      | Italia  | 1:13,82 |
| 2    | Johanna Schnarf     | Italia  | 1:13,85 |
| 3    | Enrica Cipriani     | Italia  | 1:14,35 |
| 4    | Sabrina Fanchini    | Italia  | 1:14,61 |
| 5    | Daniela Merighetti  | Italia  | 1:14,69 |
| 6    | Camilla Borsotti    | Italia  | 1:14,80 |
| 7    | Verena Stuffer      | Italia  | 1:14,91 |
| 8    | Elisabeth Egger     | Italia  | 1:15,15 |
| 9    | Anna Hofer          | Italia  | 1:15,22 |
| 10   | Francesca Marsaglia | Italia  | 1:15,31 |

Data: 24 marzo

#### Supergigante
| Pos. | Atleta                | Nazione | Tempo   |
| ---- | --------------------- | ------- | ------- |
| 1    | Enrica Cipriani       | Italia  | 1:20,34 |
| 2    | Elisabeth Egger       | Italia  | 1:20,43 |
| 3    | Lisa Magdalena Agerer | Italia  | 1:20,46 |
| 4    | Anna Hofer            | Italia  | 1:20,52 |
| 5    | Johanna Schnarf       | Italia  | 1:20,78 |
| 6    | Sabrina Fanchini      | Italia  | 1:20,85 |
| 7    | Camilla Borsotti      | Italia  | 1:20,92 |
| 8    | Federica Brignone     | Italia  | 1:21,04 |
| 9    | Francesca Marsaglia   | Italia  | 1:21,23 |
| 10   | Elena Fanchini        | Italia  | 1:21,81 |
| 10   | Hilary Longhini       | Italia  | 1:21,81 |

Data: 25 marzo

#### Slalom gigante
| Pos. | Atleta                | Nazione   | Tempo   |
| ---- | --------------------- | --------- | ------- |
| 1    | Irene Curtoni         | Italia    | 2:22,62 |
| 2    | Denise Karbon         | Italia    | 2:22,79 |
| 3    | Lisa Magdalena Agerer | Italia    | 2:23,41 |
| 4    | Emi Hasegawa          | Giappone  | 2:23,64 |
| 5    | Francesca Marsaglia   | Italia    | 2:23,70 |
| 6    | Giulia Gianesini      | Italia    | 2:23,79 |
| 7    | Hilary Longhini       | Italia    | 2:23,81 |
| 8    | Anna Hofer            | Italia    | 2:24,13 |
| 9    | Sabrina Fanchini      | Italia    | 2:24,18 |
| 10   | Šárka Záhrobská       | Rep. Ceca | 2:24,42 |

Data: 27 marzo

#### Slalom speciale
| Pos. | Atleta           | Nazione | Tempo   |
| ---- | ---------------- | ------- | ------- |
| 1    | Irene Curtoni    | Italia  | 1:47,61 |
| 2    | Nicole Gius      | Italia  | 1:48,02 |
| 3    | Denise Karbon    | Italia  | 1:48,21 |
| 4    | Camilla Borsotti | Italia  | 1:48,31 |
| 5    | Carmen Thalmann  | Austria | 1:48,57 |
| 6    | Michaela Nösig   | Austria | 1:49,13 |
| 7    | Chiara Carratu   | Italia  | 1:49,45 |
| 8    | Karen Persyn     | Belgio  | 1:50,22 |
| 9    | Anna Marconi     | Italia  | 1:50,55 |
| 10   | Giulia Candiago  | Italia  | 1:50,91 |

Data: 28 marzo

#### Combinata
| Pos. | Atleta              | Nazione | Punti |
| ---- | ------------------- | ------- | ----- |
| 1    | Camilla Borsotti    | Italia  | 43,88 |
| 2    | Sabrina Fanchini    | Italia  | 45,81 |
| 3    | Enrica Cipriani     | Italia  | 50,75 |
| 4    | Francesca Marsaglia | Italia  | 59,12 |
| 5    | Benedetta Cumani    | Italia  | 76,33 |

Data: 28 marzo